# Modelo de Born-Infeld
En física teórica, se conoce como modelo de Born-Infeld o modelo de Dirac-Born-Infeld (DBI) a un modelo de deformación de la teoría del electromagnetismo de J. C. Maxwell, que coincide con el electromagnetismo ordinario pero para pequeñas excitaciones del campo electromagnético en modo tal que, habría un valor máximo para la fuerza del campo que nunca puede ser alcanzado por un proceso físico.
El modelo se constituye sobre la base de la teoría propuesta por Born-Infeld en 1933-1934, un ejemplo particular de lo que habitualmente se conoce como electrodinámica no lineal, aplicado posteriormente por el físico teórico y premio Nóbel Paul Dirac.

## Descripción general
El modelo propuesto recibe su nombre de la teoría electrodinámica de Born-Infeld como una forma de modificar el electromagnetismo y adaptarlo al espacio-tiempo,y superar el fallo del principio de energía finita que ocurría en el modelo de Maxwell,en honor a Max Born y Leopold Infeld, y de Paul Dirac, quien lo extendió al electrón.
En 1962 se propuso que el electrón podía ser considerado clásicamente como una superficie conductiva, con una fuerza similar o análoga a la tensión superficial, que prevenía su colapso y liberación bajo las fuerzas repulsivas de su propia carga, y, teniendo un estado estable de simetría esférica, si era afectado su forma y tamaño oscilaría.Algo que puede ser considerado bastante preciso respecto a las actuales observaciones.
El modelo posee toda una serie de propiedades físicamente interesantes.
En analogía con un límite relativista de la velocidad, el modelo DBI propone una fuerza limitante a través de la limitación de una intensidad de campo eléctrico. Ese límite como un máximo de intensidad de campo eléctrico conlleva que la energía propia sea la de un campo eléctrico finito, que, cuando se atribuye enteramente a la masa del electrón, produce el campo máximo.
{\displaystyle E_{\rm {BI}}=1.187\times 10^{20}\,\mathrm {V} /\mathrm {m} .}
Como modelo sustentado sobre la forma esférica del electrón y velocidades elevadas de longitud de onda alrededor de las de la luz, el modelo puede verse como una generalización covariante de la teoría de Mie, que permite el cálculo de campos eléctricos y electromagnéticos en el interior (y exterior o superficie) de un "objeto" esférico.
De igual modo, el modelo DBI es cercano a la idea de Albert Einstein de introducir un tensor métrico no simétrico, con la parte simétrica correspondiéndose con el tensor métrico habitual, y la antisimétrica al tensor del campo electromagnético.
En general, puede decirse que el modelo DBI muestra buenas propiedades físicas con respecto a la propagación de ondas como la ausencia de ondas de choque y de birrefringencia, algo poco común y que se considera excepcional, siendo actualmente el único modelo de electrodinámica regular no-lineal de este tipo.
Su compatibilidad con los datos y resultados experimentales atómicos de alta precisión permitió mostrar que se requieren valores limitantes para el campo de unas 200 o más veces mayor que las introducidas en la teoría original.
Desde 1985 se recuperó el interés por la teoría de Born–Infeld y el modelo DBI, pues se hallaron en algunos de los límites obtenidos en algunos modelos de la teoría de cuerdas. 
En este contexto la acción funcional correspondiente al modelo DBI surge como la acción a baja energía en las D-branas, y es por ello que al modelo Dirac-Born-Infeld se le denomina también acción-DBI.Esto se debe parcialmente al trabajo de Green-Schwarz sobre la acción funcional para las D-branas, siendo una deformación del sumando-acción de Nambu-Goto por la intensidad de campo de los campos-gauge de Chan-Paton en el contexto de los campos-gauge.
Respecto a los límites, por ejemplo, encontramos los descubiertos por E. S. Fradkin y A. A.Tseytlin, donde la acción-DBI es el término que conduce en la acción efectiva a baja energía de la teoría de cuerdas abierta expandida en potencias de derivativas de la intensidad de campo-gauge.

## Ecuaciones
Para las ecuaciones, se puede recurrir a las siguientes u otras referencias, y utilizando una notación relativista (ya que se puede considerar una teoría completamente relativista) la densidad de lagrangian es:
{\displaystyle {\mathcal {L}}=-b^{2}{\sqrt {-\det \left(\eta +{\frac {F}{b}}\right)}}+b^{2},}
donde η es la métrica de Minkowski, F es el tensor de Faraday (ambos como matrices cuadráticas, de forma que puede ser tomado el determinante de su suma), y b es un parámetro de escala.  
En un espacio-tiempo de 4 dimensiones, la densidad lagrangiana puede ser escrita como 
{\displaystyle {\mathcal {L}}=-b^{2}{\sqrt {1-{\frac {E^{2}-B^{2}}{b^{2}}}-{\frac {(\mathbf {E} \cdot \mathbf {B} )^{2}}{b^{4}}}}}+b^{2},}
donde E es el campo eléctrico, y B el campo electromagnético.
Si alguien desea realizarlo para la teoría de cuerdas, con campos-gauge en una D-brana, se puede describir mediante el mismo tipo de lagrangian
{\displaystyle {\mathcal {L}}=-T{\sqrt {-\det(\eta +2\pi \alpha 'F)}},}
donde T es la tensión de la D-brana y {\displaystyle 2\pi \alpha '} es la inversión de la tensión de la cuerda.